# Собор Святых Петра и Павла (Брно)
Собор Святых Петра и Павла  (чеш. Katedrála svatého Petra a Pavla , сокращённо — Petrov) — католический храм, находящийся в городе Брно, Чехия. Собор святых апостолов Петра и Павла является кафедральным собором епархии Брно. Храм признан национальным культурным памятником Чехии и одним из важнейших архитектурных памятников Южной Моравии.

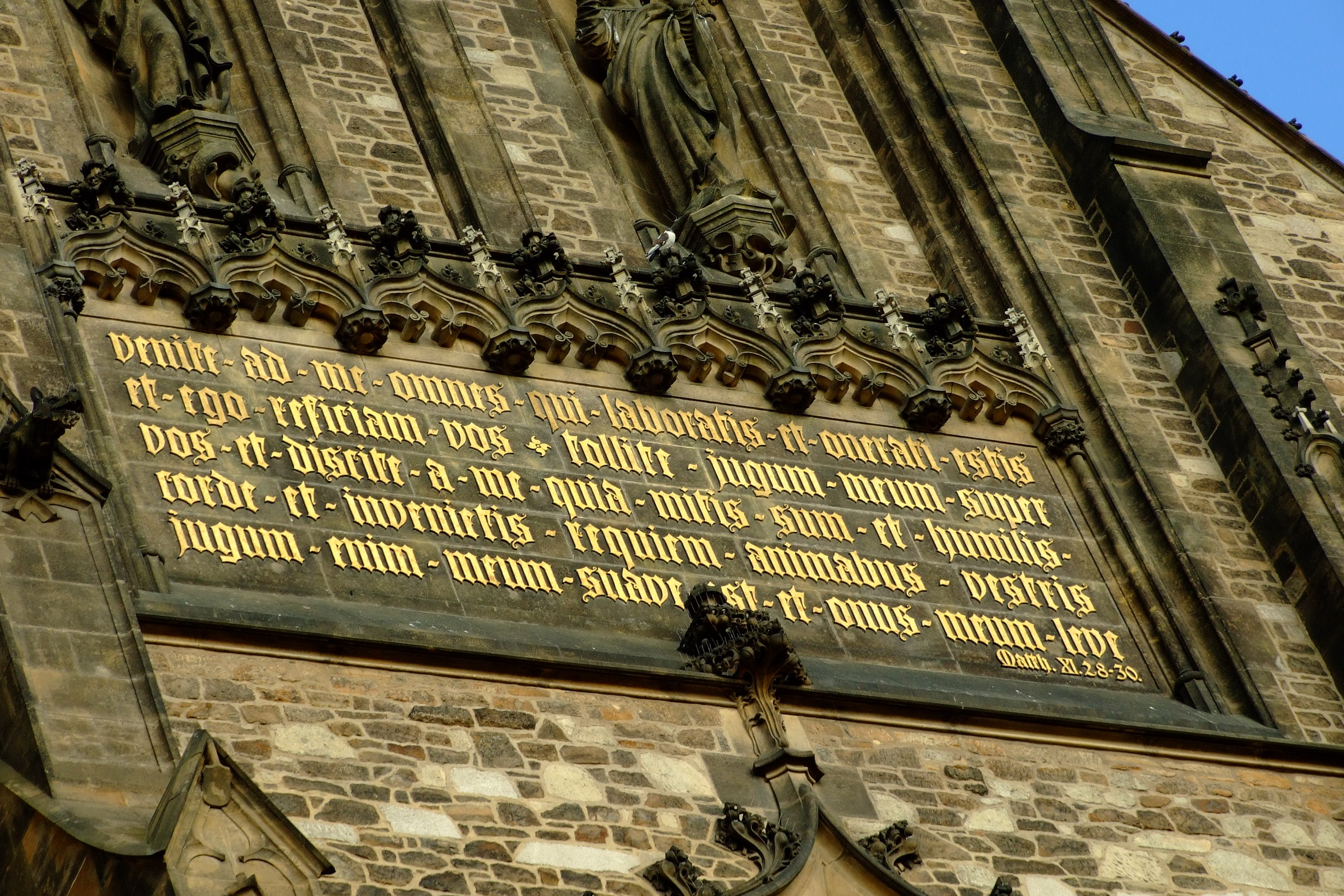
Цитата из Евангелия

## История
Собор святых апостолов Петра и Павла был воздвигнут в романском стиле на каменном утёсе Петров в 1296 году. 5 декабря 1777 года Святым Престолом была учреждена епархия Брно и церковь святых апостолов Петра и Павла стала кафедральным собором епархии. На рубеже XIX и XX веков храм был перестроен в неоготическом стиле.
Интерьер храма — преимущественно барочного стиля. Две 84-метровые башни церкви были сооружены в 1904—1905 гг. по проекту архитектора Августа Кирштейна.
Над главным порталом находится надпись по-латински из Евангелия от Матфея:

Venite ad me omnes qui laboratis et onerati estis
et ego reficiam vos tollite iugum meum super
vos et discite a me quia mitis sum et humilis
corde et invenietis requiem animabus vestris
iugum enim meum suave est et onus meum leve est.

«Придите ко Мне, все труждающиеся и обременённые, и Я успокою вас. Возьмите иго Моё на себя, и научитесь от Меня: ибо Я кроток и смирен сердцем; и найдёте покой душам вашим. Ибо иго Моё благо и бремя Моё легко»— Мф. 11:28—30

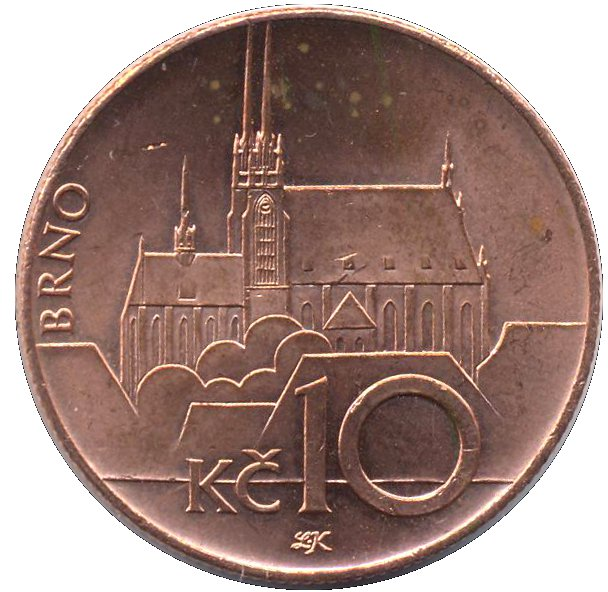
Монета в 10 крон с изображением собора.

## В культуре
Изображение собора работы Ладислава Козака (чеш. Ladislav Kozák) находится на аверсе монеты номиналом 10 чешских крон, образца 1993 года (производимых и по сей день).